# Außernzell
Außernzell er en kommune i Landkreis Deggendorf i Regierungsbezirk Niederbayern i den tyske delstat Bayern, med godt 1.400 indbyggere. Den er en del af Verwaltungsgemeinschaft Schöllnach.

## Geografi
Kommune ligger i Region Donau-Wald ved overgangen fra Donaudalen til Bayerischer Wald.